# Duinhoevepad
Het Duinhoevepad is een helling in de Nederlandse provincie Zeeland. De klim is genoemd naar het gelijknamige pad door de Verklikkerduinen.
De helling is opgenomen in de LF Kustroute (en daarmee ook in de EuroVelo EV12 Noordzeeroute die in Nederland de LF Kustroute volgt).
De helling kan van twee zijden worden beklommen, komend uit het zuiden vanaf Burgh-Haamstede of komend uit het noorden vanaf Renesse.